# Rhipidia isospilota
Rhipidia isospilota är en tvåvingeart som först beskrevs av Alexander 1936.  Rhipidia isospilota ingår i släktet Rhipidia och familjen småharkrankar. Inga underarter finns listade i Catalogue of Life.